# Kostel svatého Bartoloměje (Šafov)
Kostel svatého Bartoloměje je farní kostel v římskokatolické farnosti Šafov, nachází se v centru obce Šafov. Kostel je barokní stavbou, v jádru však pravděpodobně středověkou. Kostel je chráněn jako kulturní památka České republiky.

## Historie
Kostel dříve býval kaplí, která byla postavena v roce 1516, v roce 1552 však byla přestavěna na kostel. Od roku 1556 pak kostel přestal být katolickým a luteráni v kostele působili až do roku 1631, od té doby opět kostel byl katolický. Farnost však zanikla a obnovena byla až v roce 1703. Současná podoba kostela pochází z první poloviny 18. století. Současný kostel měl být postaven dle plánu Johanna Bernharda Fischera z Erlachu v roce 1753.